# Paul Robert (Lexikograf)

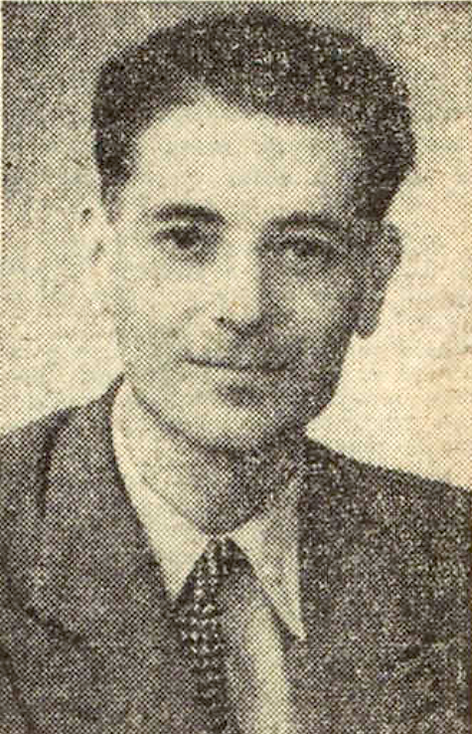
Paul Robert (1950)

Paul Robert  (* 19. Oktober 1910 in Ech Cheliff; † 11. August 1980 in Mougins) war ein französischer Romanist und  Lexikograf.

## Leben und Werk

### Die Idee zu einem neuen französischen Wörterbuch
Robert wuchs in Algerien auf, studierte Jura in Algier und Paris und promovierte 1945 mit der Thèse Les agrumes dans le monde et le développement de leur culture en Algérie (Paris 1947). Dabei kam ihm – angeregt durch die in Frankreich existierende Tradition des Wörterbuchtyps „Dictionnaire analogique“ (von Prudence Boissière, Paul Rouaix und Charles Maquet), sowie durch Fremdsprachenerfahrung mit dem Englischen und nicht zuletzt durch in der Armee erworbene Erfahrung mit Nachrichtenverschlüsselung – die Idee zu einem Gebrauchswörterbuch mit integriertem Begriffswörterbuch, damit der Benutzer das seltene Wort (zum Beispiel: troglodyte) nicht nur nachschlagen, sondern, wenn er es gar nicht kennt, auch finden kann. 1945 entdeckte er, dass es dazu ausreicht, wenn der Lexikograf das schwere Wort im Artikel des begriffsverwandten leichten Worts unterbringt (z. B. s. v. CAVERNE „Höhle“ den Untereintrag „habitant des cavernes: troglodyte“) und dass es zur systematischen Erfassung dieser semantischen Beziehungen genügt, die üblichen Definitionen der Wörterbücher umzukehren und ihre Wörter umzuverteilen (z. B. TROGLODYTE = habitant des cavernes „Höhlenbewohner“, umverteilt in: CAVERNE, habitant des cavernes: troglodyte). Die vollständige Umverteilung gelang ihm mit Hilfe eines Netzes von freiwilligen Helfern.

### DerGrand Robert
In einem zweiten Erkenntnisschritt wurde ihm das Fehlen eines aktuellen zitierenden Wörterbuchs des Französischen bewusst, denn in Frankreich dominierte immer noch das gewaltige und bewunderte, aber völlig veraltete Wörterbuch von Émile Littré. Er stellte deshalb (per Ausschreibung in den großen französischen Tageszeitungen) in Casablanca (später in Paris) eine Mitarbeitergruppe aus überwiegend unbekannten und unerfahrenen Lexikografen zusammen, gründete einen Verlag mit Namen „Société du Nouveau Littré“ und schuf in anderthalb Jahrzehnten ein lexikografisches Wunderwerk in sechs Bänden mit dem Titel Dictionnaire alphabétique et analogique de la langue française. Les mots et les associations d’idées (1953–1964, spätere Auflagen u. d. T. Grand Robert), das die Anerkennung von Fachleuten wie vom breiten gebildeten Publikum fand.

### Der WörterbuchverlagLe Robert
Durch die inzwischen auch theoretisch versierten Mitarbeiter Alain Rey, Josette Rey-Debove und Henri Cottez ließ er das 2000 Seiten starke einbändige Wörterbuch Le Petit Robert. Dictionnaire alphabétique et analogique de la langue française erstellen (1967, seither zahlreiche, inzwischen jährliche, Neuauflagen), sowie (mit zusätzlicher Komprimierung) den Micro Robert (1971, heute Robert Micro). Hinzu kamen zahlreiche didaktische und Spezialwörterbücher nahezu aller Typen, zweisprachige Wörterbücher und nicht zuletzt mehrbändige und einbändige Lexika mit enzyklopädischer Information.

Robert begleitete von Anfang an die lexikografische Tätigkeit mit einer unermüdlichen Reklame- und Lobbyarbeit. Seine Mitarbeiter sammelten akademische Qualifikationen, Anerkennungen und Ehrungen. Der Name Robert wurde, dank seiner Verbindung von lexikografischem Genie (ohne jegliche sprachwissenschaftliche Ausbildung), seinem Organisationstalent und seinem Knowhow im Marketing, zum Synonym für „Wörterbuch“ und blieb es nach Roberts Tod.

### Ehrungen
Robert war Kommandeur der Ehrenlegion.

## Weitere Werke
- Aventures et mésaventure d’un dictionnaire, Paris 1966
- Au fil des ans et des mots, 2 Bde., Paris 1980 (Lebenserinnerungen)
- Le Robert Brio